# Leucochrysa meridana
Leucochrysa meridana är en insektsart som först beskrevs av Luisa Eugenia Navas 1927.  Leucochrysa meridana ingår i släktet Leucochrysa och familjen guldögonsländor. Inga underarter finns listade i Catalogue of Life.